# La Vie magnifique de Frank Dragon
La Vie magnifique de Frank Dragon est un roman de Stéphane Arfi paru en 2017, publié par les éditions Grasset.

## Résumé
Le héros du roman, Frank Dragon, est un jeune garçon juif de Paris, plus exactement du quartier du Marais qui, à partir de l'âge de six ans, raconte dans un monologue intérieur, à la fois la vie de sa petite famille (son père est rabbin et enseigne dans la cave de leur immeuble) et la montée du danger nazi à travers l'Europe puis le drame dont seront victimes ses parents (rafle du Vel' d'Hiv, en juillet 1942).
Caché dans un placard, puis par ses voisines antillaises, l'enfant mutique est recueilli par une vieille dame pieuse et pétainiste en province, où l'attend une vide rude sans affection, même si la vieille dame qu'il surnomme « Grand-mère de la guerre » le protège des Allemands avec le courage humble des Justes. Il retrouve dans le village une jeune fille de son immeuble du Marais, Béata (rebaptisée Béatrice), dont il est amoureux.
À l'approche de la Libération, le village est décimé par les Nazis — rappel du massacre de Maillé en août 1944 — et Frank réchappe par miracle à la tuerie. Recueilli dans un pensionnat religieux, l’enfant toujours muet observe la croyance que tentent de lui inculquer les Pères catholiques. Fasciné par l'image de Jésus, l'enfant se raccroche à la mémoire de ses ancêtres hébreux et ne cesse d'interroger Dieu, présenté tantôt comme « fâché » et indifférent, puis comme « bon » et protecteur.
Quand le père de Frank réapparaît soudain, le choc est immense. Survivant d'Auschwitz et du Sonderkommando, l'homme fait à son fils le récit halluciné de ses souffrances, avant de se pendre quelques heures plus tard (On retrouve la thématique du père déchu dans Devance tous les adieux, publié par l'auteur sous le pseudonyme d'Ivy Edelstein,). Frank, jeune homme, s’évadera du pensionnat pour mener une vie vagabonde en banlieue — il y est soigné gratuitement à Meudon par le docteur Destouches, alias Louis-Ferdinand Céline, qui soigna ponctuellement des pauvres à son retour d'exil. À Paris, incapable de s'adapter à ce monde qu’il voit tourner à l’envers, il traverse, délirant dans les rues, le terrible hiver 54. Il tombe gravement malade, échoue à l'hôpital où infirmières et médecins, les « fantômes blancs », s’évertuent à le sauver d'une fièvre typhoïde. Une de ses anciennes voisines antillaises, âme charitable surgie de l’enfance, l’envoie alors dans une île sous les tropiques, comme une possibilité de paradis.

## Analyse
Le roman tourne autour de deux idées centrales. La poésie que l'on garde de l’enfance est notre grande force pour survivre aux drames, elle est notre volonté profonde de vivre ; c'est par cette volonté que l'on approche la vérité de l'existence, sans être happé par la seule réalité, qui peut se montrer cruelle.
La rédactrice en chef du Monde des Religions, Virginie Larousse, trace un parallèle avec le film La Vie est belle de Roberto Benigni et La vie magnifique de Frank Dragon : « Les deux œuvres, indiquent-elle, résonnent du même désir de vivre, de la même naïveté de l'enfance, de la même tendresse. En somme, de la même poésie. »
De l’aventure tragique d’un enfant rescapé du pire, l'histoire est ainsi racontée dans une langue poétique réinventée, faussement maladroite, à travers l’œil naïf d’un enfant qui ne parle pas mais voit et entend tout. S’y mêlent visions fantaisistes et bondissantes, impuissantes face à l’horreur mais nécessaires pour donner un sens à la vie. Scandé de scènes parfois éprouvantes, le récit initiatique qui débute comme un conte se conçoit comme un hymne à la vie, qu’il faut vivre jusqu’au bout, qu'elle soit belle ou misérable. Le monologue final du poète Aimé Césaire, que le héros rencontre sur le paquebot Le Liberté qui le mène vers la Martinique va en ce sens : ne jamais désespérer, et combattre en préservant cette indestructible part enfantine qui reste en nous et nous porte, pour peu qu'on la préserve.
La journaliste du Monde Paloma Blanchet-Hidalgo voit dans l'œuvre la condensation « en échos hallucinés des tragédies de l’identité juive. A chaque mystère, à chaque confidence répond une écriture vibrante, semée de prières, d’éclats de rire, de chuchotis. S’esquisse un univers singulier, ramené aux simples sensations de l’enfance, toute une intimité visuelle et sonore, ressuscitée à l’appel des mots. C’est là, sans doute, la puissance de ce premier roman : mêler à la « geste intime » la fresque historique, en une langue qui, tenant à la fois de la poésie et de la prose narrative, impose d’époustouflants arrêts sur images. »